# We Can’t Dance
We Can’t Dance (englisch für „Wir können nicht tanzen“) ist das 14. Studioalbum der britischen Rockband Genesis. Das im Oktober 1991 veröffentlichte Werk ist das letzte Studioalbum der Gruppe, welches mit dem Sänger Phil Collins aufgenommen wurde, der fünf Jahre später die Band verließ und für das Album … Calling All Stations … (1997) durch Ray Wilson ersetzt wurde. Collins kehrte zwar 2006 zu Genesis zurück, jedoch ohne neues Material aufzunehmen.

## Hintergrund
Das Album wurde am 28. Oktober 1991 von Anthony Banks Ltd. / Philip Collins Ltd. / Michael Rutherford Ltd. / Hit and Run Music (Publishing) Ltd. veröffentlicht. Produziert wurde das Album von Genesis und Nick Davis. Abgemischt wurde es von Nick Davis mit Unterstützung von Mark Robinson.
Im Laufe der Jahre 1991 bis 1993 wurden sechs Singles ausgekoppelt, die alle bis auf die letzte eine Platzierung in den Top 25 der britischen und den US-amerikanischen Charts erreichten. Mit No Son of Mine, I Can’t Dance, Hold on My Heart und Jesus He Knows Me enthielt es überdies die letzten Hitsingles der Bandgeschichte und war das letzte Studioalbum, das Collins, Rutherford und Banks gemeinsam aufnahmen, ehe sich Genesis 2022 auflösten.

## Titelliste
Alle Titel wurden zwar offiziell von Phil Collins, Mike Rutherford und Tony Banks geschrieben und komponiert, die Texte wurden jedoch nachweislich von einzelnen Mitgliedern verfasst. Diese Hauptautoren der Songs sind rechts in Klammern angegeben. Seltener ist auch der hauptsächliche Komponist bekannt, so geht etwa die Musik von Jesus He Knows Me primär auf Rutherford zurück.
1. No Son of Mine – 6:40 (Text: Phil Collins)
2. Jesus He Knows Me – 4:16 (Text: Phil Collins)
3. Driving the Last Spike – 10:09 (Text: Phil Collins)
4. I Can’t Dance – 4:01 (Text: Phil Collins)
5. Never a Time – 3:50 (Text: Mike Rutherford)
6. Dreaming While You Sleep – 7:17 (Text: Mike Rutherford)
7. Tell Me Why – 4:59 (Text: Phil Collins)
8. Living Forever – 5:41 (Text: Tony Banks)
9. Hold on My Heart – 4:38 (Text: Phil Collins)
10. Way of the World – 5:39 (Text: Mike Rutherford)
11. Since I Lost You – 4:10 (Text: Phil Collins)
12. Fading Lights – 10:17 (Text: Tony Banks)

DVD-Extras (2007 Release)
1. Band Interview 2006
2. Promotional Videos No Son of Mine, Jesus He Knows Me, I Can’t Dance, Tell Me Why & Hold on My Heart
3. Dokumentation No Admittance 1992
4. UK Tour Programm 1992 (Galerie)

## Beschreibung einzelner Lieder

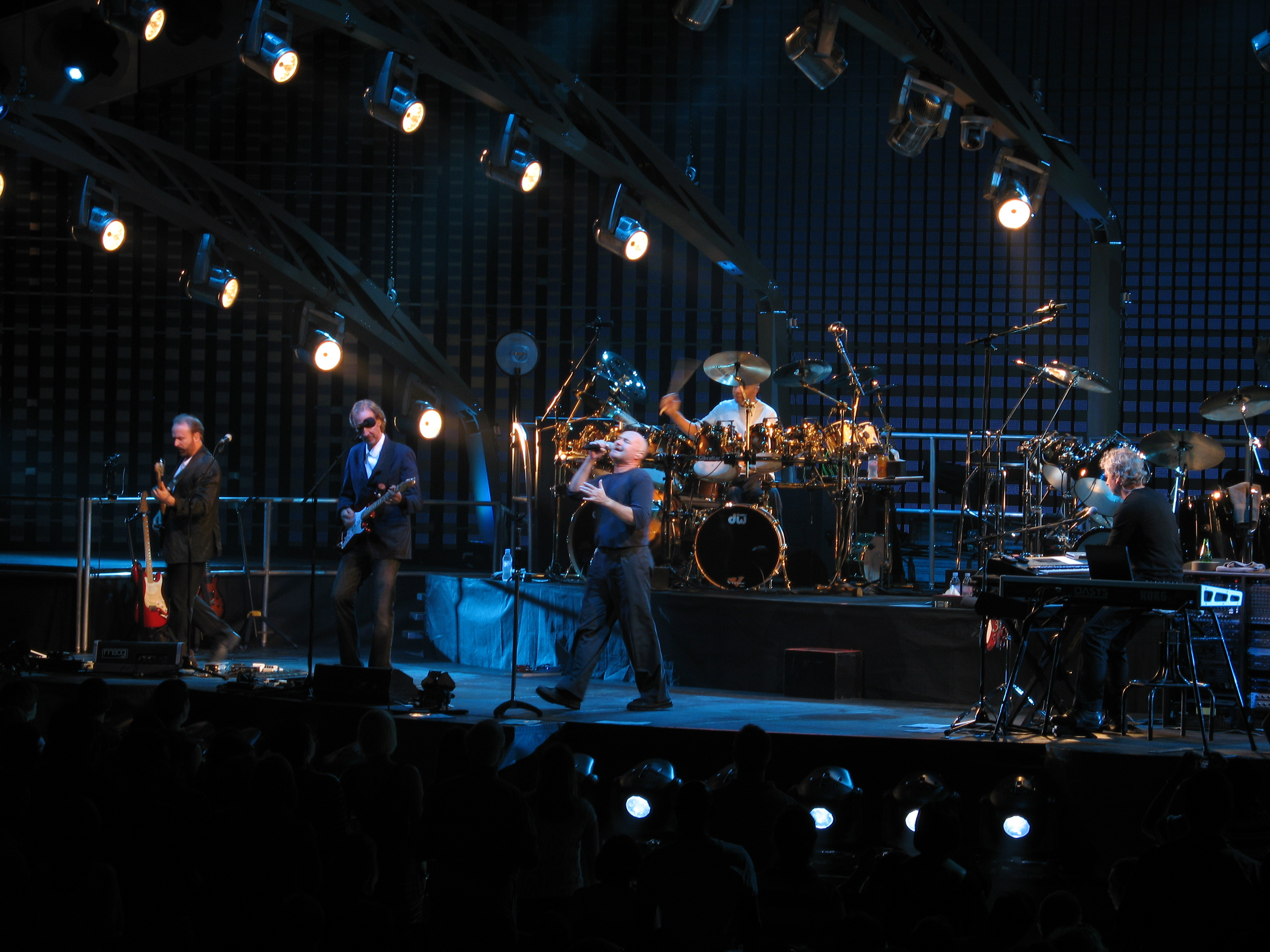
Genesis spielt No Son of Mine in Washington, USA (2007)

- No Son of Mine: Das von einer gestörten Vater-Sohn-Beziehung erzählende Stück, welches als erste Single noch vor dem Album veröffentlicht wurde, ist nicht, wie oft angenommen, autobiografischer Natur. Collins baute auf Basis des Ausrufs „No Son of Mine“ einen Text aus der Thematik, in der er sich lediglich in das Gefühl des Erzählers in dem Song hineinversetzte. Ähnlich wie Mama wurde auch dieses Lied trotz seiner Überlänge zu einem weltweiten Hit – nicht nur bei den Fans.
- Driving the Last Spike: Der Text des Songs beschreibt den Eisenbahnbau in der Frühzeit der Eisenbahn in England aus der Sicht der Arbeiter, die unter Einsatz ihres Lebens und ihrer Gesundheit von ihren Familien getrennt ihre schwere Arbeit leisteten. In dem Lied wird unter anderem ein Unglück beim Bau eines Eisenbahn-Tunnels beschrieben, der Rest des Textes handelt von den Bedingungen, unter denen die Arbeiter tätig waren, und ihren persönlichen Erlebnissen.
- Dreaming While You Sleep: Das Lied handelt von Fahrerflucht nach einem Unfall und den anschließenden Gewissensbissen des Schuldigen. Das recht vielfältig instrumentierte Stück enthält einen Drumcomputer, aber auch Keyboards und Gitarren, später wird im „Refrain“ der Drumcomputer durch echte Drums ersetzt.
- Since I Lost You: Dieses Lied schrieb Collins für den verstorbenen Sohn seines Freundes Eric Clapton, dessen Sohn Conor am 20. März 1991 im Alter von vier Jahren ums Leben kam.[2]
- Jesus He Knows Me ist eine bissige Abrechnung mit christlichen TV-Evangelisten, denen Verlogenheit und Geldgier vorgeworfen wird. Von dem Song existiert eine Cover-Version der französischen Metalcore-Band Heart Attack, die sich auf deren Album Negative Sun (Atomic Fire Records) von 2022 befindet.[3] Im April 2023 veröffentlichte zudem die Rockband Ghost ebenfalls eine Cover-Version des Songs mit Musikvideo von Clip-Regisseur Alex Ross Perry.[4]
- I Can’t Dance, in für Genesis ungewöhnlicher Weise rund um ein Gitarren-Riff konstruiert, beschäftigt sich im Text spöttisch mit der Welt der Werbung und der Models, in der Leute Geld damit verdienten, einfach nur gut auszusehen.

## Arbeitstitel der einzelnen Titel
Während der Produktion trug jedes der veröffentlichten Lieder einen ganz anderen Titel, welche in dieser Tabelle dokumentiert sind:
| #   | Originaltitel            | Arbeitstitel                          |
| --- | ------------------------ | ------------------------------------- |
| 1.  | No Son of Mine           | Elephantus                            |
| 2.  | Jesus He Knows Me        | Do the New One                        |
| 3.  | Driving the Last Spike   | Irish                                 |
| 4.  | I Can’t Dance            | Blue Jeans, Heavy a Flat              |
| 5.  | Never a Time             | B. B. Hit, Still Throwing It All Away |
| 6.  | Dreaming While You Sleep | Rolling Toms                          |
| 7.  | Tell Me Why              | Rickenbacker                          |
| 8.  | Living Forever           | Hip Hop Brushes                       |
| 9.  | Hold on My Heart         | Burt Bacharach                        |
| 10. | Way of the World         | Spaghetti West                        |
| 11. | Since I Lost You         | Song for Connor                       |
| 12. | Fading Lights            | Nile                                  |

## Singleauskopplungen
| Jahr | Titel             | Höchstplatzierung, Gesamtwochen, AuszeichnungChartplatzierungen (Jahr, Titel, , Platzierungen, Wochen, Auszeichnungen, Anmerkungen) | Höchstplatzierung, Gesamtwochen, AuszeichnungChartplatzierungen (Jahr, Titel, , Platzierungen, Wochen, Auszeichnungen, Anmerkungen) | Höchstplatzierung, Gesamtwochen, AuszeichnungChartplatzierungen (Jahr, Titel, , Platzierungen, Wochen, Auszeichnungen, Anmerkungen) | Höchstplatzierung, Gesamtwochen, AuszeichnungChartplatzierungen (Jahr, Titel, , Platzierungen, Wochen, Auszeichnungen, Anmerkungen) | Höchstplatzierung, Gesamtwochen, AuszeichnungChartplatzierungen (Jahr, Titel, , Platzierungen, Wochen, Auszeichnungen, Anmerkungen) | Anmerkungen                                                |
| Jahr | Titel             | DE | AT | CH | UK | US | Anmerkungen                                                |
| ---- | ----------------- | --- | --- | --- | --- | --- | ---------------------------------------------------------- |
| 1991 | No Son of Mine    | DE3 (25 Wo.)DE | AT7 (12 Wo.)AT | CH8 (13 Wo.)CH | UK6 (7 Wo.)UK | US12 (20 Wo.)US | Erstveröffentlichung: 21. Oktober 1991                     |
| 1991 | I Can’t Dance     | DE4 (25 Wo.)DE | AT2 Gold · (17 Wo.)AT | CH8 (17 Wo.)CH | UK7 (9 Wo.)UK | US7 (20 Wo.)US | Erstveröffentlichung: 30. Dezember 1991 Verkäufe: + 25.000 |
| 1992 | Hold on My Heart  | DE45 (14 Wo.)DE | — | — | UK16 (5 Wo.)UK | US12 (20 Wo.)US | Erstveröffentlichung: 6. April 1992                        |
| 1992 | Jesus He Knows Me | DE13 (19 Wo.)DE | AT26 (2 Wo.)AT | — | UK20 (7 Wo.)UK | US23 (20 Wo.)US | Erstveröffentlichung: 13. Juli 1992                        |
| 1992 | Never a Time      | DE56 (11 Wo.)DE | — | — | — | US21 (20 Wo.)US | Erstveröffentlichung: 7. November 1992                     |
| 1992 | Tell Me Why       | DE51 (18 Wo.)DE | — | — | UK40 (3 Wo.)UK | — | Erstveröffentlichung: November 1992                        |

## Preise und Nominierungen
- Grammy-Award-Nominierung: Beste Darbietung eines Duos oder einer Gruppe – Pop („I Can’t Dance“) (1993)
- American-Music-Award-Auszeichnung: Favorisierte Gruppe (Pop/Rock) (We Can’t Dance) (1993)
- American-Music-Award-Nominierungen: Favorisiertes Album (zeitgenössisch) (We Can’t Dance), Favorisierte Gruppe (zeitgenössisch) (We Can’t Dance) (1993)

## Kommerzieller Erfolg

### Chartplatzierungen
Das Album stand in Deutschland 25 Wochen auf Platz eins der Albumcharts.
| ChartsChartplatzierungen       | Höchstplatzierung | Wochen |
| ------------------------------ | ----------------- | ------ |
| Deutschland (GfK)              | 1 (71 Wo.)        | 71     |
| Österreich (Ö3)                | 1 (47 Wo.)        | 47     |
| Schweiz (IFPI)                 | 1 (52 Wo.)        | 52     |
| Vereinigtes Königreich (OCC)   | 1 (61 Wo.)        | 61     |
| Vereinigte Staaten (Billboard) | 4 (72 Wo.)        | 72     |

| ChartsJahrescharts (1991)    | Platzierung |
| ---------------------------- | ----------- |
| Vereinigtes Königreich (OCC) | 13          |

| ChartsJahrescharts (1992)      | Platzierung |
| ------------------------------ | ----------- |
| Deutschland (GfK)              | 1           |
| Österreich (Ö3)                | 1           |
| Schweiz (IFPI)                 | 2           |
| Vereinigte Staaten (Billboard) | 9           |
| Vereinigtes Königreich (OCC)   | 9           |

### Auszeichnungen für Musikverkäufe
Das Album erhielt weltweit 40 Platin-Schallplatten für über 11,4 Millionen verkaufte Einheiten, damit ist es der meistverkaufte Tonträger der Band. In Deutschland zählt es mit über 2,5 Millionen verkauften Einheiten zu den meistverkauften Musikalben des Landes.
| Land/Region                  | Auszeichnungen für Musikverkäufe (Land/Region, Auszeichnung, Verkäufe) | Verkäufe    |
| ---------------------------- | ---------------------------------------------------------------------- | ----------- |
| Australien (ARIA)            | Platin                                                                 | 70.000      |
| Deutschland (BVMI)           | 5× Platin                                                              | (2.500.000) |
| Europa (IFPI)                | 6× Platin                                                              | 6.000.000   |
| Frankreich (SNEP)            | 2× Platin                                                              | (600.000)   |
| Japan (RIAJ)                 | 3× Platin                                                              | 600.000     |
| Kanada (MC)                  | 4× Platin                                                              | 400.000     |
| Neuseeland (RMNZ)            | 2× Platin                                                              | 40.000      |
| Niederlande (NVPI)           | Platin                                                                 | (100.000)   |
| Österreich (IFPI)            | Platin                                                                 | (50.000)    |
| Schweden (IFPI)              | Platin                                                                 | (100.000)   |
| Schweiz (IFPI)               | 4× Platin                                                              | (200.000)   |
| Spanien (Promusicae)         | Platin                                                                 | (100.000)   |
| Vereinigte Staaten (RIAA)    | 4× Platin                                                              | 4.000.000   |
| Vereinigtes Königreich (BPI) | 5× Platin                                                              | (1.500.000) |
| Insgesamt                    | 40× Platin ·                                                           | 11.410.000  |

Hauptartikel: Genesis (Band)/Auszeichnungen für Musikverkäufe